# Port lotniczy Baoshan
Port lotniczy Baoshan (IATA: BSD, ICAO: ZPBS) – port lotniczy położony w Baoshan, w prowincji Junnan, w Chińskiej Republice Ludowej.

## Linie lotnicze i połączenia
| Linia Lotnicza         | Kierunek              |
| ---------------------- | --------------------- |
| Air Travel             | 1. Changsha 2. Nankin |
| China Eastern Airlines | 1. Kunming            |
| Lucky Air              | 1. Kunming            |